# Fiddle
Der englische Begriff Fiddle, der im Mittelalter eine Fidel bezeichnete, hat durch die Verbreitung von Country- und Folkmusik sowie des Western Swing und Jazz Einzug in die deutsche Sprache gehalten. Mit Fiddle ist üblicherweise eine Violine gemeint, die stilistisch und spieltechnisch anders als in der klassischen Musik verwendet wird und eine abgeänderte Bauform haben kann.

## Unterschiede zum klassischen Violinenspiel

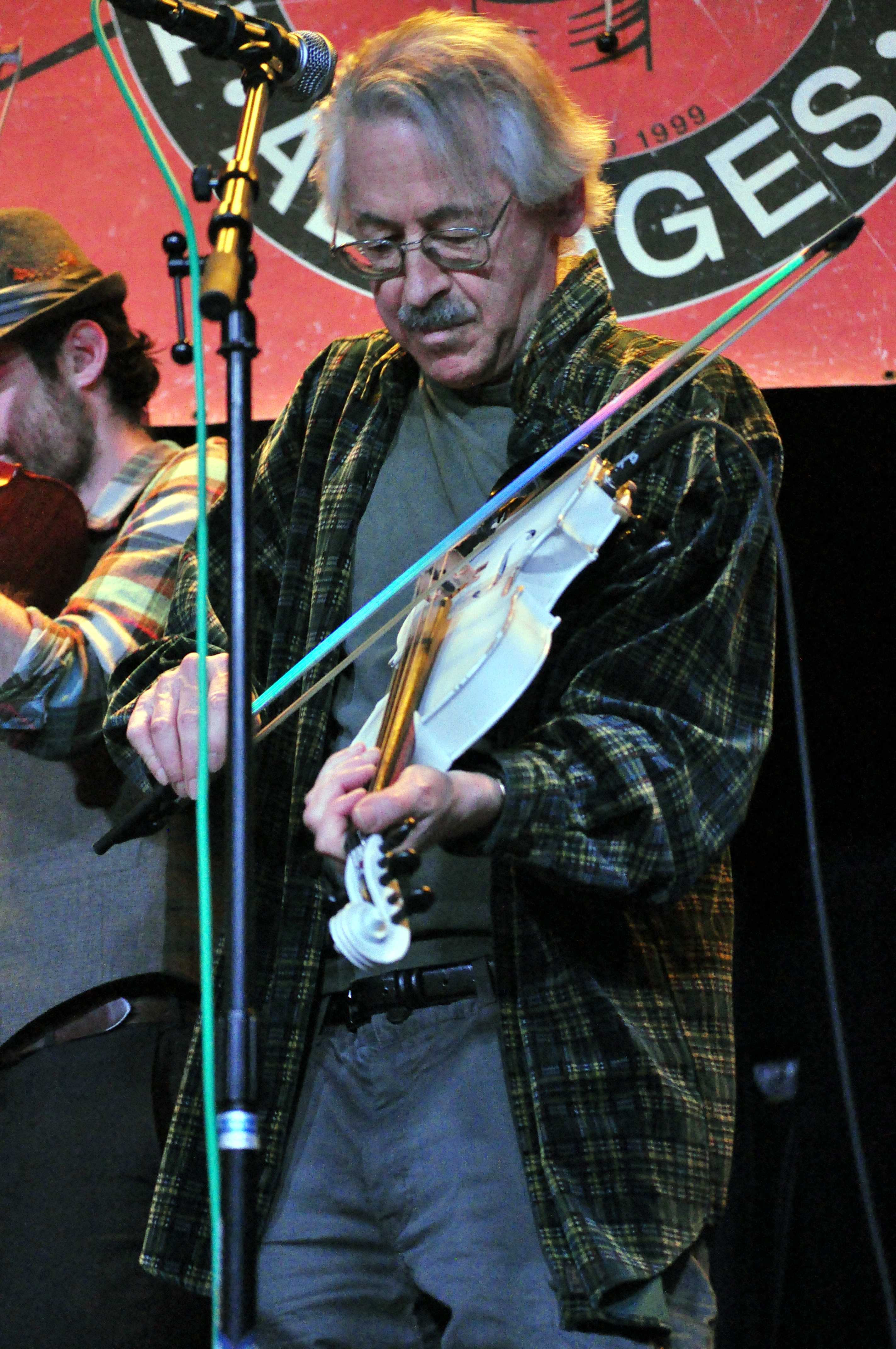
Fiddler Peter Stampfel

Die Regeln zum Spielen, aber auch zum Erlernen der Fiddle sind nicht an dieselben Konventionen gebunden wie das klassische Geigenspiel. Obwohl die Fiddle meist wie die Geige unter dem Kinn gehalten wird, sind auch andere Haltungen zu finden, beispielsweise in der Armbeuge oder schräg nach unten hängend, ohne Kontakt zum Kinn. Diese Haltung ermöglicht dem Fiddler einerseits gleichzeitig zu singen, andererseits bekommt die linke Hand eine Haltefunktion, wodurch z. B. die Möglichkeit des Lagenwechsels oder des Vibratos stark eingeschränkt wird. Viele Fiddler halten den zum Streichen verwendeten Bogen nicht, wie es die klassischen Geiger tun, am unteren Ende, dem so genannten Frosch, sondern etwas oberhalb des Frosches. Durch diese Haltung wird das rhythmische, schnelle Spielen erleichtert und bei schnellen Stücken ist nur ein geringer Bogenstrich nötig.
In vielen Fällen verzichten Fiddlespieler auf das Vibrato, d. h. das schnelle Bewegen der Finger der linken Hand, das ein leichtes Schwanken der Tonfrequenz erzeugt. Dafür wird der Rhythmus des Spiels besonders mit der rechten Hand, die den Bogen hält, bestimmt.
Charakteristisch sind des Weiteren auch das häufige Verwenden von Doppelgriffen (d. h. das gleichzeitige Anstreichen von zwei Saiten), hierbei werden besonders die vollkommenen Konsonanzen Quarte und Quinte gerne verwendet. Häufig werden diese vom Spieler marcatoartig akzentuiert und/oder folgen einer charakteristischen, synkopischen Rhythmisierung. Teilweise werden die Doppelgriffe zusätzlich mit Portamento bzw. Bendings versehen. Viele Fiddler erlernen das Fiddle-Spiel nicht durch die Vorlage von Noten, sondern die Stücke werden nach Gehör nachgespielt und von Fiddler zu Fiddler weitergereicht. Eine andere Möglichkeit des Fiddle-Spiels in der Folk- und Jazz-Musik ist die Variation von Themen bzw. das Begleiten der Musik ausschließlich nach Gehör.

## Bauarten
Obwohl jede Geige als Fiddle gespielt werden kann, gibt es Bauformen der Geige, die in der klassischen Musik nicht zu finden sind und die nur als Fiddle gespielt werden. So haben amerikanische Fiddler die Stege ihrer Geigen, auf denen die Saiten aufliegen, besonders flach ausgeführt, um damit Doppel- oder Dreifachgriffe zu ermöglichen. Viele so genannte Old-Time-Fiddler benutzen auch Skordaturen, z. B. A-E-A-E, um bestimmte Stücke leichter spielen zu können.
Eine besondere Fiddle-Bauform ist die 5-saitige Fiddle, die zusätzlich zu den vier Saiten der Geige (G-D-A-E) eine C-Saite hat und damit den Tonumfang der Bratsche sowie der Geige umfasst. Einige Fiddler experimentieren auch mit 6- oder 7-saitigen Instrumenten. Die Hardangerfiedel aus Norwegen besitzt neben den vier Saiten, die gestrichen werden, weitere Resonanzsaiten, was diesem Instrument einen spezifischen Klang verleiht.

## Vorkommen
Die Fiddle spielt in fast allen Folk-Musiksparten eine Rolle. Besonders die irische und schottische Folk-Musik sind durch das Fiddlespiel geprägt, der technisch anspruchsvollste Fiddlestil entwickelte sich bei schottischen Auswanderern auf Cape Breton. Aber auch Jazz oder Country-Musik-Stile wie Bluegrass oder Cajun-Musik kommen ohne die Fiddle nicht aus. Speziell im Jazz, aber auch in der Rock-Musik hat sich die elektrische Fiddle durchgesetzt, die anstelle eines Klangkörpers einen Tonabnehmer und einen Verstärker besitzt.